# 7 Lunas, 7 Serpientes (miniserie)
7 Lunas, 7 Serpientes es una miniserie producida por cadena de televisión ecuatoriana Ecuavisa en 1996, basada en la novela Siete lunas y siete serpientes, de Demetrio Aguilera Malta' y galardonada en los premios Midia 96 en España.
Tuvo una espectacular acogida de público y cautivó a las audiencias de la televisión ecuatoriana logrando con éxito dejar atrás los prejuicios raciales y psicológicos de todo tipo de familias y grupos étnicos.
La serie fue dirigida por Carl West. Fue producida por Enrique Arosemena fue su productor ejecutivo. La música original fue compuesta por Claudio Jácome.

## Reparto
- Carlos Valencia
- Vilma Sotomayor
- Carla Sala[3]
- Freddy Zamora
- Juana Guarderas
- Augusto Sacoto
- Antonio Ordóñez
- Norman Apolo
- Francisco Espinosa
- Carlos Naranjo
- Armando Yépez
- Christian Norris
- Waldemar Jiménez
- David Rambay
- Fernando Larreta
- William Loor
- Raymundo Zambrano
- Jéssica Bermúdez
- Andrea Icaza